# Stylochus
Genre
Stylochus est un genre de vers plats polyclades de la famille des Stylochidae.

## Systématique

### GenreStylochus
Le nom valide complet (avec auteur) de ce taxon est Stylochus Ehrenberg, 1831.
Stylochus a pour synonymes :
- Imogine Girard, 1853
- Imogine Marcus & Marcus, 1968
- Planoceropsis Verrill, 1893
- Stylochus (Imogine) (Girard, 1853)
- Stylochus (Imogine) Marcus & Marcus, 1968
- Stylochus (Stylochus) Marcus & Marcus, 1968

### Sous-taxons
Selon la base de données World Register of Marine Species (18 novembre 2023), le genre Stylochus est décomposé comme suit en sous-genre et espèces :
- Genre Stylochus
  - sous-genre Stylochus (Distylochus) Faubel, 1983
    - espèce Stylochus (Distylochus) fundae Cuadrado, Rodriguez, Moro, Grande & Noreña, 2021
    - espèce Stylochus (Distylochus) isifer (Du Bois-Reymond Marcus, 1955)
    - espèce Stylochus (Distylochus) martae (Marcus, 1947)
    - espèce Stylochus (Distylochus) pusillus (Bock, 1913)

  - espèce Stylochus alexandrinus Steinböck, 1937
  - espèce Stylochus aomori (Kato, 1937)
  - espèce Stylochus arenosus (Willey, 1897)
  - espèce Stylochus argus Czerniavsky, 1881
  - espèce Stylochus atentaculatus Hyman, 1953
  - espèce Stylochus bermudensis Verrill, 1902
  - espèce Stylochus californicus Hyman, 1953
  - espèce Stylochus castaneus Palombi, 1939
  - espèce Stylochus catus (Du Bois-Reymond Marcus, 1958)
  - espèce Stylochus ceylanicus (Laidlaw, 1904)
  - espèce Stylochus cinereus Willey, 1897
  - espèce Stylochus conglomeratus (Stimpson, 1857)
  - espèce Stylochus crassus Verrill, 1892
  - espèce Stylochus djiboutiensis Meixner, 1907
  - espèce Stylochus ellipticus (Girard, 1850)
  - espèce Stylochus exiguus Hyman, 1953
  - espèce Stylochus fafai (Marquina, Fernández-Álvarez & Noreña, 2015)
  - espèce Stylochus ferox Bock, 1925
  - espèce Stylochus flevensis Hofker, 1930
  - espèce Stylochus franciscanus Hyman, 1953
  - espèce Stylochus frontalis Verrill, 1893
  - espèce Stylochus hamanensis Kato, 1944
  - espèce Stylochus hyalinus Bock, 1913
  - espèce Stylochus ijimai Yeri & Kaburaki, 1918
  - espèce Stylochus insolitus Hyman, 1953
  - espèce Stylochus izuensis Kato, 1944
  - espèce Stylochus kimae (Jennings & Newman, 1996)
  - espèce Stylochus lateotentare (Lee, Beal & Johnston, 2005)
  - espèce Stylochus lesteri (Jennings & Newman, 1996)
  - espèce Stylochus limosus (Stimpson, 1857)
  - espèce Stylochus luteus (Muller J., 1854)
  - espèce Stylochus marmoreus Bock, 1925
  - espèce Stylochus matatasi Newman, Cannon & Govan, 1993
  - espèce Stylochus mcgrathi (Jennings & Newman, 1996)
  - espèce Stylochus mediterraneus Galleni, 1976
  - espèce Stylochus megalops (Schmarda, 1859)
  - espèce Stylochus meganae (Jennings & Newman, 1996)
  - espèce Stylochus meixneri Bock, 1925
  - espèce Stylochus melihertani (Bulnes, 2010)
  - espèce Stylochus meridianus Prudhoe, 1989
  - espèce Stylochus minimus Palombi, 1940
  - espèce Stylochus mistus Ramos-Sánchez, Carrasco-Rodríguez, Garcí-Madrigal & Bastida-Zavala, 2020
  - espèce Stylochus miyadii Kato, 1944
  - espèce Stylochus neapolitanus (Delle Chiaje, 1841)
  - espèce Stylochus nebulosus (Girard, 1853)
  - espèce Stylochus necopinata (Sluys, Faubel, Rajagopal & van der Velde, 2005)
  - espèce Stylochus oculifera (Girard, 1853)
  - espèce Stylochus orientalis Bock, 1913
  - espèce Stylochus pardalotus (Jennings & Newman, 1996)
  - espèce Stylochus pilidium (Goette, 1881)
  - espèce Stylochus plessisii Lang, 1884
  - espèce Stylochus plessissii Lang, 1884
  - espèce Stylochus pulcher Hyman, 1939
  - espèce Stylochus pygmaeus Merory & Newman, 2005
  - espèce Stylochus qeshmensis (Maghsoudlou & Momtazi, 2014)
  - espèce Stylochus refertus Du Bois-Reymond Marcus, 1965
  - espèce Stylochus rutilis Yeri & Kaburaki, 1918
  - espèce Stylochus salis Cuadrado, Rodriguez, Moro, Grande & Noreña, 2021
  - espèce Stylochus salmoneus Meixner, 1907
  - espèce Stylochus sixteni (Marcus, 1947)
  - espèce Stylochus speciosus (Kato, 1937)
  - espèce Stylochus stellae (Marquina, Osca, Rodriguez, Fernandez-Despiau, Norena, 2014)
  - espèce Stylochus stellatus Jennings & Newman, 1996
  - espèce Stylochus suesensis Ehrenberg, 1831
  - espèce Stylochus tauricus Jacubowa, 1909
  - espèce Stylochus ticus Marcus, 1952
  - espèce Stylochus tripartitus Hyman, 1953
  - espèce Stylochus uniporus Kato, 1944
  - espèce Stylochus vesiculatus Jakubova, 1909
  - espèce Stylochus vigilax Laidlaw, 1904
  - espèce Stylochus zanzibaricus Laidlaw, 1903
  - espèce Stylochus zebra (Verrill, 1882)

Synonymes, reclassements
- - le sous-genre Stylochus (Imogine) (Girard, 1853), accepté comme Imogine Marcus & Marcus, 1968, est synonyme de Stylochus Ehrenberg, 1831
  - le sous-genre Stylochus (Imogine) Marcus & Marcus, 1968 est synonyme de Stylochus Ehrenberg, 1831
    - l'espèce Stylochus (Imogine) aomori Kato, 1937 est Stylochus aomori (Kato, 1937)
    - l'espèce Stylochus (Imogine) arenosus Willey, 1897 est Stylochus arenosus (Willey, 1897)
    - l'espèce Stylochus (Imogine) catus Marcus EDB-R, 1958 est Stylochus catus (Du Bois-Reymond Marcus, 1958)
    - l'espèce Stylochus (Imogine) ceylanicus Laidlaw, 1904 est Stylochus ceylanicus (Laidlaw, 1904)
    - l'espèce Stylochus (Imogine) exiguus Hyman, 1953 est Stylochus exiguus Hyman, 1953
    - l'espèce Stylochus (Imogine) hamanensis Kato, 1944 est Stylochus hamanensis Kato, 1944
    - l'espèce Stylochus (Imogine) hyalinus Bock, 1913 est Stylochus hyalinus Bock, 1913
    - l'espèce Stylochus (Imogine) ijimai Yeri & Kaburaki, 1918 est Stylochus ijimai Yeri & Kaburaki, 1918
    - l'espèce Stylochus (Imogine) izuensis Kato, 1944 est Stylochus izuensis Kato, 1944
    - l'espèce Stylochus (Imogine) marmoreus Bock, 1925 est Stylochus marmoreus Bock, 1925
    - l'espèce Stylochus (Imogine) mediterraneus Galleni, 1976 est Stylochus mediterraneus Galleni, 1976
    - l'espèce Stylochus (Imogine) megalops (Schmarda, 1859) est Stylochus megalops (Schmarda, 1859)
    - l'espèce Stylochus (Imogine) meridianus Prudhoe, 1989 est Stylochus meridianus Prudhoe, 1989
    - l'espèce Stylochus (Imogine) minimus Palombi, 1940 est Stylochus minimus Palombi, 1940
    - l'espèce Stylochus (Imogine) miyadii Kato, 1944 est Stylochus miyadii Kato, 1944
    - l'espèce Stylochus (Imogine) nebulosus (Girard, 1853) est Stylochus nebulosus (Girard, 1853)
    - l'espèce Stylochus (Imogine) oculiferus Girard, 1853 synonyme de Stylochus oculiferus (Girard, 1853), et de Imogine oculifera Girard, 1853, est Stylochus oculifera
    - l'espèce Stylochus (Imogine) orientalis Bock, 1913 est Stylochus orientalis Bock, 1913
    - l'espèce Stylochus (Imogine) pulcher Hyman, 1940 est Stylochus pulcher Hyman, 1939
    - l'espèce Stylochus (Imogine) refertus Marcus EDB-R, 1965 est Stylochus refertus Du Bois-Reymond Marcus, 1965
    - l'espèce Stylochus (Imogine) rutilis Yeri & Kaburaki, 1918 est Stylochus rutilis Yeri & Kaburaki, 1918
    - l'espèce Stylochus (Imogine) sixteni Marcus, 1947 est Stylochus sixteni (Marcus, 1947)
    - l'espèce Stylochus (Imogine) speciosus Kato, 1937 est Stylochus speciosus (Kato, 1937)
    - l'espèce Stylochus (Imogine) ticus Marcus, 1952 est Stylochus ticus Marcus, 1952
    - l'espèce Stylochus (Imogine) tripartitus Hyman, 1953 est Stylochus tripartitus Hyman, 1953
    - l'espèce Stylochus (Imogine) uniporus Kato, 1944 est Stylochus uniporus Kato, 1944
    - l'espèce Stylochus (Imogine) zebra (Verrill, 1882) est Stylochus zebra (Verrill, 1882)
    - l'espèce Stylochus (Imogine) necopinata Sluys, Faubel, Rajagopal & van der Velde, 2005 représentée comme Imogine necopinata Sluys, Faubel, Rajagopal & van der Velde, 2005 est Stylochus necopinata (Sluys, Faubel, Rajagopal & van der Velde, 2005)

  - le sous-genre Stylochus (Stylochus) Marcus & Marcus, 1968 est synonyme de Stylochus Ehrenberg, 1831
    - l'espèce Stylochus (Stylochus) atentaculatus Hyman, 1953 est Stylochus atentaculatus Hyman, 1953
    - l'espèce Stylochus (Stylochus) californicus Hyman, 1953 est Stylochus californicus Hyman, 1953
    - l'espèce Stylochus (Stylochus) alexandrinus Steinbock, 1937 est Stylochus alexandrinus Steinböck, 1937
    - l'espèce Stylochus (Stylochus) castaneus Palombi, 1939 est Stylochus castaneus Palombi, 1939
    - l'espèce Stylochus (Stylochus) djiboutiensis Meixner, 1907 est Stylochus djiboutiensis Meixner, 1907
    - l'espèce Stylochus (Stylochus) flevensis Hofker, 1930 est Stylochus flevensis Hofker, 1930
    - l'espèce Stylochus (Stylochus) franciscanus Hyman, 1953 est Stylochus franciscanus Hyman, 1953
    - l'espèce Stylochus (Stylochus) frontalis Verrill, 1892 est Stylochus frontalis Verrill, 1893
    - l'espèce Stylochus (Stylochus) insolitus Hyman, 1953 est Stylochus insolitus Hyman, 1953
    - l'espèce Stylochus (Stylochus) meixneri Bock, 1925 est Stylochus meixneri Bock, 1925
    - l'espèce Stylochus (Stylochus) neapolitanus (Delle Chiaje, 1841-1844) est Stylochus neapolitanus (Delle Chiaje, 1841)
    - l'espèce Stylochus (Stylochus) pilidium (Goette, 1881) est Stylochus pilidium (Goette, 1881)
    - l'espèce Stylochus (Stylochus) plessissii Faubel, 1983 est Stylochus plessisii Lang, 1884
    - l'espèce Stylochus (Stylochus) salmoneus Meixner, 1907 est Stylochus salmoneus Meixner, 1907
    - l'espèce Stylochus (Stylochus) suesensis Ehrenberg, 1831 est Stylochus suesensis Ehrenberg, 1831
    - l'espèce Stylochus (Stylochus) tauricus Jacubowa, 1909 est Stylochus tauricus Jacubowa, 1909
    - l'espèce Stylochus (Stylochus) vesiculatus Jacubowa, 1909 est Stylochus vesiculatus Jakubova, 1909
    - l'espèce Stylochus (Stylochus) vigilax Laidlaw, 1904 est Stylochus vigilax Laidlaw, 1904
    - l'espèce Stylochus (Stylochus) zanzibaricus Laidlaw, 1903 est Stylochus zanzibaricus Laidlaw, 1903

  - l'espèce Stylochus albus Hallez, 1905 est reclassée en Stylochoides albus (Hallez, 1905) (famille des Stylochoididae)
  - l'espèce Stylochus amphibolus Schmarda, 1859 est reclassée en Paraplanocera oligoglena (Schmarda, 1859) (famille des Planoceridae)
  - l'espèce Stylochus conoceraea (Schmarda, 1859) est reclassée en Phaenoplana conoceraea (Schmarda, 1859) (famille des Stylochoplanidae)
  - l'espèce Stylochus conoceraeus Schmarda, 1859 est reclassée en Phaenoplana conoceraea (Schmarda, 1859) (famille des Stylochoplanidae)
  - l'espèce Stylochus corniculatus Stimpson, 1855 est reclassée en Stylochoplana maculata (Quatrefage, 1845) (famille des Stylochoplanidae)
  - l'espèce Stylochus corniculatus Dalyell, 1853 est reclassée en Stylochoplana maculata (Quatrefage, 1845) (famille des Stylochoplanidae)
  - l'espèce Stylochus coseirensis Bock, 1925 est reclassée en Cryptostylochus coseirensis (Bock, 1925)
  - l'espèce Stylochus crassus Bock, 1931, acceptée comme Imogine sixteni Marcus, 1947, est Stylochus sixteni (Marcus, 1947)
  - l'espèce Stylochus dictyotus Schmarda, 1859 est reclassée en Planocera dictyota (Schmarda, 1859) (famille des Planoceridae)
  - l'espèce Stylochus fasciatus Schmarda, 1859 est reclassée en Styloplanocera fasciata (Schmarda, 1859) (famille des Gnesiocerotidae)
  - l'espèce Stylochus floridanus Pearse, 1938, acceptée comme Imogine oculifera Girard, 1853, est Stylochus oculifera (Girard, 1853)
  - l'espèce Stylochus folium Grube, 1840 est reclassée en Planocera folia (Grube, 1840) (famille des Planoceridae)
  - l'espèce Stylochus gaimardi (Blainville, 1828) est reclassée en Planocera pellucida (Mertens, 1833) (famille des Planoceridae)
  - l'espèce Stylochus heteroglenus Schmarda, 1859, acceptée comme Imogine megalops (Schmarda, 1859), est Stylochus megalops (Schmarda, 1859)
  - l'espèce Stylochus inimicus Palombi, 1931 est acceptée comme Stylochus frontalis Verrill, 1893
  - l'espèce Stylochus isifer Du Bois-Reymond Marcus, 1955 est acceptée comme Stylochus (Distylochus) isifer (Du Bois-Reymond Marcus, 1955)
  - l'espèce Stylochus linteus Muller J., 1854 est acceptée comme Stylochus luteus (Muller J., 1854)
  - l'espèce Stylochus littoralis Verrill, 1874 est acceptée comme Stylochus ellipticus (Girard, 1850)
  - l'espèce Stylochus luteus Graff, 1882 est acceptée comme Stylochus luteus (Muller J., 1854) (literature misspelling)
  - l'espèce Stylochus maculatus Quatrefage, 1845 est reclassée en Stylochoplana maculata (Quatrefage, 1845) (famille des Stylochoplanidae)
  - l'espèce Stylochus marginatus (Stimpson, 1857) est reclassée en Callioplana marginata Stimpson, 1857 (famille des Callioplanidae)
  - l'espèce Stylochus martae Marcus, 1947, reclassée en Distylochus martae (Marcus, 1947), est Stylochus (Distylochus) martae (Marcus, 1947)
  - l'espèce Stylochus mertensi Diesing, 1850 est reclassée en Gnesioceros sargassicola (Mertens, 1833) (famille des Stylochoplanidae)
  - l'espèce Stylochus obscurus Stimpson, 1857 est reclassée en Pseudostylochus obscurus (Stimpson, 1857) (famille des Pseudostylochidae)
  - l'espèce Stylochus oculiferus (Girard, 1853), acceptée comme Imogine oculifera Girard, 1853, est Stylochus oculifera (Girard, 1853)
  - l'espèce Stylochus oligochlaenus Grube, 1868 est reclassée en Paraplanocera oligoglena (Schmarda, 1859) (famille des Planoceridae)
  - l'espèce Stylochus oligoglenus Schmarda, 1859 est reclassée en Paraplanocera oligoglena (Schmarda, 1859) (famille des Planoceridae)
  - l'espèce Stylochus oxyceraeus Schmarda, 1859 est reclassée en Callioplana marginata Stimpson, 1857 (famille des Callioplanidae)
  - l'espèce Stylochus palmula Quatrefage, 1845 est reclassée en Comoplana palmula (Quatrefage, 1845) (famille des Stylochoplanidae)
  - l'espèce Stylochus papillosus Diesing, 1836 est reclassée en Thysanozoon brocchii (Risso, 1818) (famille des Pseudocerotidae)
  - l'espèce Stylochus pelagicus Moseley, 1877 est reclassée en Gnesioceros sargassicola (Mertens, 1833) (famille des Gnesiocerotidae)
  - l'espèce Stylochus pelagicus Moseley, 1877 est reclassée en Gnesioceros sargassicola (Mertens, 1833) (famille des Gnesiocerotidae)
  - l'espèce Stylochus pellucidus (Mertens, 1833) est reclassée en Planocera pellucida (Mertens, 1833) (famille des Planoceridae)
  - l'espèce Stylochus pusillus Bock, 1913, reclassée en Distylochus pusillus (Bock, 1913), est Stylochus (Distylochus) pusillus (Bock, 1913)
  - l'espèce Stylochus reticulatus Meyer, 1922 est reclassée en Cryptostylochus coseirensis (Bock, 1925)
  - l'espèce Stylochus reticulatus Stimpson, 1855 est reclassée en Planocera reticulata (Stimpson, 1855) (famille des Planoceridae)
  - l'espèce Stylochus reticulatus Meixner, 1907 est acceptée comme Stylochus meixneri Bock, 1925
  - l'espèce Stylochus roseus Sars, 1878 est acceptée comme Stylostomum ellipse (Dalyell, 1853) (famille des Stylostomidae)
  - l'espèce Stylochus sargassicola (Mertens, 1833) est reclassée en Gnesioceros sargassicola (Mertens, 1833) (famille des Gnesiocerotidae)
  - l'espèce Stylochus tardus Graff, 1878 est acceptée comme Stylochoplana tarda (Graff, 1878) (famille des Stylochoplanidae)
  - l'espèce Stylochus tenax Palombi, 1936 est acceptée comme Stylochus frontalis Verrill, 1893
  - l'espèce Stylochus tener (Stimpson, 1857) est acceptée comme Planocera pellucida (Mertens, 1833) (famille des Planoceridae)
  - l'espèce Stylochus truncatus (Schmarda, 1859) est reclassée en Notoplana dubia (Schmarda, 1859) (famille des Notoplanidae)